# Desert Edge (Kalifornija)
Desert Edge je naseljeno područje za statističke svrhe u američkoj saveznoj državi Kalifornija. Prema popisu stanovništva iz 2010. u njemu je živjelo 3,822 stanovnika.